# M/S Polarsyssel
M/S Polarsyssel är ett beredskapsfartyg på Svalbard, som är sysselmesteren på Svalbards tjänstefartyg.
I mars 2013 skrev Havyard Ship Technology AS kontrakt med det isländska rederiet Fafnir Offshore om att bygga ett Havyard 832 L WE plattformsförsörjningsfartyg. Rederiet har ett sexårskontrakt – med option för ytterligare fyra år – med norska staten om att hyra ut skeppet sex månader om året, maj till december, för  sysselmannens tjänst. Fartygets drift vid tjänstgöringen vid Svalbard ombesörjs av Remøy Management AS under en kontraktstid på sex år, med option på förlängning två + två år. M/S Polarsyssel döptes i Longyearbyen på Svalbard i september 2014.

## Tidigare beredskapsfartyp på Svalbard
- 1952–1978 M/S Nordsyssel (I), ett fartyg i trä som byggdes 1950 i Drammen och var i tjänst hos Sysselmannen under åren 1952–1978.[3]
- 1978–1988 M/S Polarstar, ett tidigare sälfångstfartyg i stål[4]
- 1988–2003 M/S Polarsyssel (I) med helikopterdäck.[5]
- 2003–2013 M/S Nordsyssel, ursprungligen från 1983 ett finlandsbyggt sovjetiskt polarforskningsfartyg.